# 懼龍屬
懼龍屬又名惡霸龍，是暴龍科下的一屬恐龍，有「小型暴龍」之稱，生活於上白堊紀的北美洲西部，距今7700萬-7400萬年前。目前有三個有效物種：強健懼龍（D. torosus）、霍氏懼龍（D. horneri）和威氏懼龍（D. wilsoni），化石是在加拿大艾伯塔省中被發現，而在艾伯塔省、美國蒙大拿州及新墨西哥州發現的其他化石，還沒有被正式研究、命名。若包括這些未命名的物種，懼龍是暴龍科中具有最多種的屬。
懼龍與年代較晚期的暴龍是近親，並且擁有很多解剖學上的相同特徵。就像其他已知的暴龍科，懼龍是重達數噸的雙足獵食動物，有著很多尖銳的大型牙齒。牠有著小型的前肢，但與其他暴龍科的屬相比則較長。
懼龍位於食物鏈的頂端，是一種頂級掠食動物，可能以大型恐龍為食，例如角龍科的尖角龍、以及鴨嘴龍科的亞冠龍。在一些地區，懼龍與同屬暴龍科的蛇髮女怪龍同時存在，不過牠們之間卻有著不同的生態位。雖然在暴龍科內懼龍的化石算是稀少，但都足以提供資料作生物學、群體活動、食性及壽命等研究。

## 描述

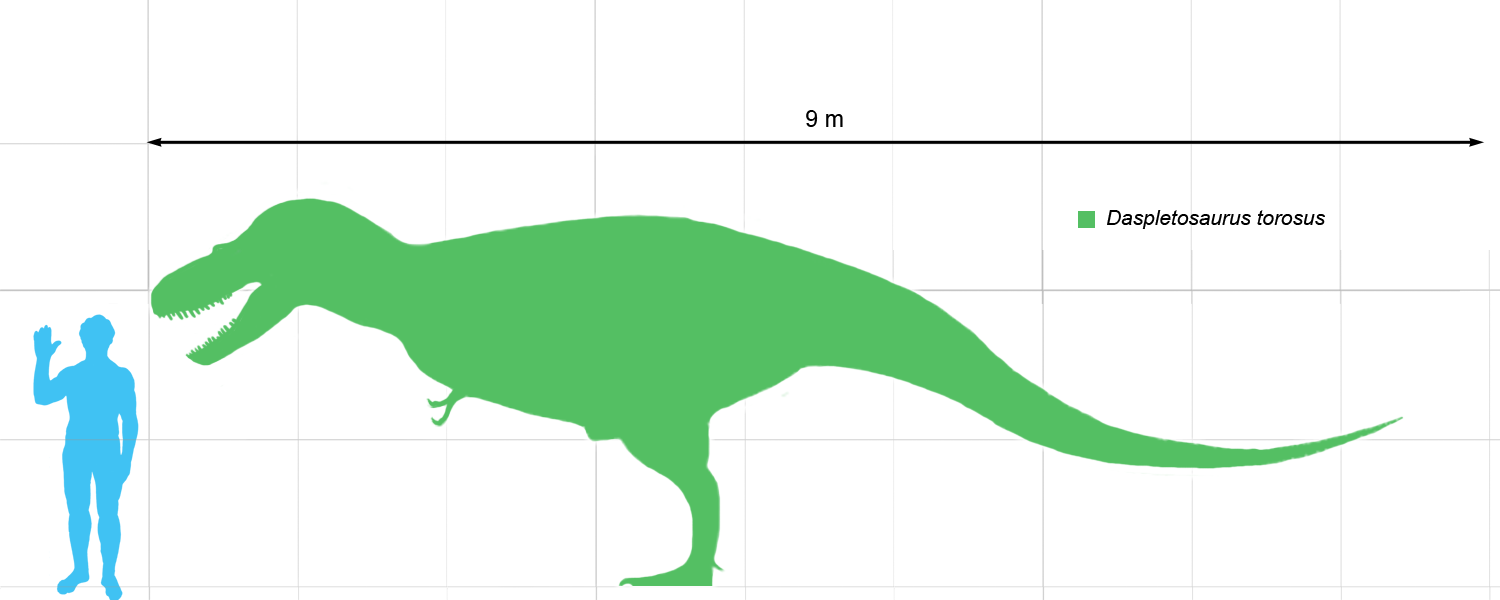
強健懼龍與人類的大小比較。

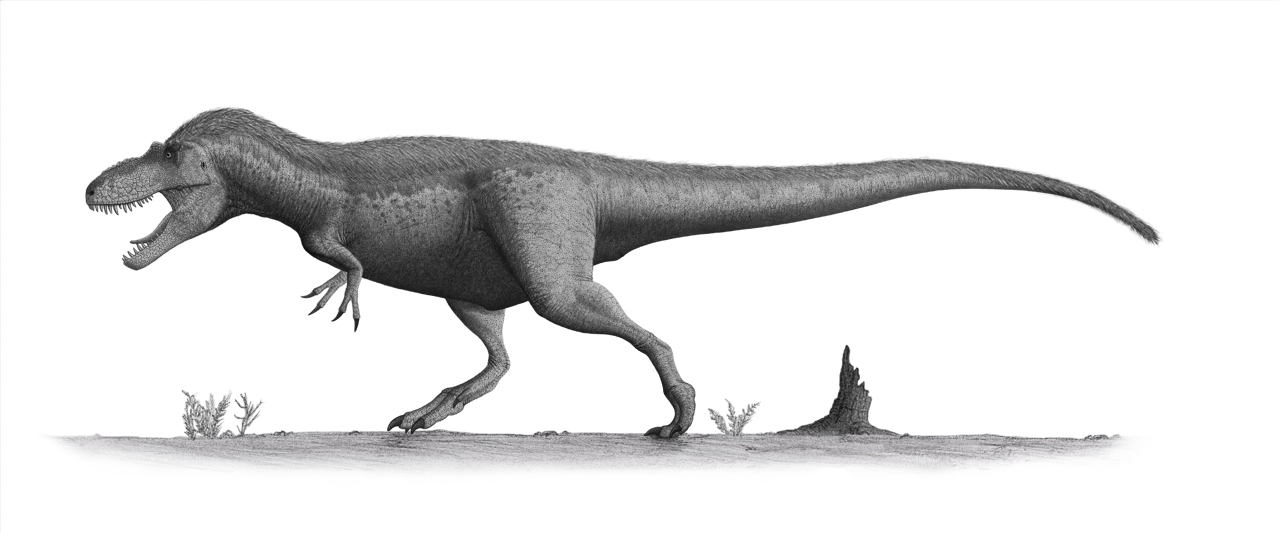
強健懼龍的復原圖

雖然對於現今的獵食動物而言，懼龍體型是非常的大，但並非體型最大的暴龍科。成年的懼龍的身長可達8-9公尺長。平均體重估計值約為2.5噸，誤差在為1.8噸至3.8噸之間。
懼龍有巨大的頭顱骨，約有1公尺長。頭顱骨的構造特別堅固，例如口鼻部上的鼻骨互相癒合，以增加強度，而頭骨的大型洞孔則可減低重量。成年的懼龍約有60多顆牙齒，每隻牙齒都非常長。牙齒的橫切面呈橢圓形而非短刃形。前上頜骨的牙齒卻是呈D型的，這種異齒型在暴龍科中是非常普遍的。懼龍頭顱骨的獨特處在於，上頜骨的表面凹凸不平，以及眼睛周圍的淚骨、眶後骨及顴骨有明顯的隆起。眼窩呈長橢圓形，介於蛇髮女怪龍的圓形及暴龍的鑰孔形之間。
懼龍與其他的暴龍科都有著相似的體型，都是由呈S型的頸部支撐著沉重的頭部。牠的前肢非常的短小，只有二指，不過在暴龍科中，懼龍的前肢/身體比例已是最長的了。懼龍具有兩個巨大後肢，上有四趾，第一趾為反爪，無法接觸地面。懼龍具有長及重的尾巴，可平衡頭部與胸部，使重心位在臀部上。

## 分類系統
| void | 懼龍                                                          |
|      | 懼龍                                                          |
|      | \| void \| 特暴龍* \| \| \| 特暴龍* \| \| \| 暴龍 \| \| \| \| |
|      |                                                               |
| void | 特暴龍*                                                       |
|      | 特暴龍*                                                       |
|      | 暴龍                                                          |
|      |                                                               |

| void | 特暴龍* |
|      | 特暴龍* |
|      | 暴龍    |
|      |         |

| void | 懼龍                                                          |
|      | 懼龍                                                          |
|      | \| void \| 特暴龍* \| \| \| 特暴龍* \| \| \| 暴龍 \| \| \| \| |
|      |                                                               |
| void | 特暴龍*                                                       |
|      | 特暴龍*                                                       |
|      | 暴龍                                                          |
|      |                                                               |

| void | 特暴龍* |
|      | 特暴龍* |
|      | 暴龍    |
|      |         |

| void | 懼龍                                                          |
|      | 懼龍                                                          |
|      | \| void \| 特暴龍* \| \| \| 特暴龍* \| \| \| 暴龍 \| \| \| \| |
|      |                                                               |
| void | 特暴龍*                                                       |
|      | 特暴龍*                                                       |
|      | 暴龍                                                          |
|      |                                                               |

| void | 特暴龍* |
|      | 特暴龍* |
|      | 暴龍    |
|      |         |

| void | 懼龍                                                          |
|      | 懼龍                                                          |
|      | \| void \| 特暴龍* \| \| \| 特暴龍* \| \| \| 暴龍 \| \| \| \| |
|      |                                                               |
| void | 特暴龍*                                                       |
|      | 特暴龍*                                                       |
|      | 暴龍                                                          |
|      |                                                               |

| void | 特暴龍* |
|      | 特暴龍* |
|      | 暴龍    |
|      |         |

*備註：卡爾等人認為特暴龍是暴龍的一個種
| void | 懼龍                                                          |
|      | 懼龍                                                          |
|      | \| void \| 特暴龍 \| \| \| 特暴龍 \| \| \| 分支龍 \| \| \| \| |
|      |                                                               |
| void | 特暴龍                                                        |
|      | 特暴龍                                                        |
|      | 分支龍                                                        |
|      |                                                               |

| void | 特暴龍 |
|      | 特暴龍 |
|      | 分支龍 |
|      |        |

| void | 矮暴龍 |
|      | 矮暴龍 |
|      | 暴龍   |
|      |        |

| void | 懼龍                                                          |
|      | 懼龍                                                          |
|      | \| void \| 特暴龍 \| \| \| 特暴龍 \| \| \| 分支龍 \| \| \| \| |
|      |                                                               |
| void | 特暴龍                                                        |
|      | 特暴龍                                                        |
|      | 分支龍                                                        |
|      |                                                               |

| void | 特暴龍 |
|      | 特暴龍 |
|      | 分支龍 |
|      |        |

| void | 矮暴龍 |
|      | 矮暴龍 |
|      | 暴龍   |
|      |        |

| void | 懼龍                                                          |
|      | 懼龍                                                          |
|      | \| void \| 特暴龍 \| \| \| 特暴龍 \| \| \| 分支龍 \| \| \| \| |
|      |                                                               |
| void | 特暴龍                                                        |
|      | 特暴龍                                                        |
|      | 分支龍                                                        |
|      |                                                               |

| void | 特暴龍 |
|      | 特暴龍 |
|      | 分支龍 |
|      |        |

| void | 矮暴龍 |
|      | 矮暴龍 |
|      | 暴龍   |
|      |        |

| void | 懼龍                                                          |
|      | 懼龍                                                          |
|      | \| void \| 特暴龍 \| \| \| 特暴龍 \| \| \| 分支龍 \| \| \| \| |
|      |                                                               |
| void | 特暴龍                                                        |
|      | 特暴龍                                                        |
|      | 分支龍                                                        |
|      |                                                               |

| void | 特暴龍 |
|      | 特暴龍 |
|      | 分支龍 |
|      |        |

| void | 矮暴龍 |
|      | 矮暴龍 |
|      | 暴龍   |
|      |        |

在暴龍科中，懼龍與特暴龍、暴龍及分支龍同屬於暴龍亞科。暴龍亞科的物種都是親緣關係較接近暴龍，而較不類似艾伯塔龍，特徵都是較粗壯的體型、比例上較大的頭顱骨、以及較長的股骨。
懼龍通常被認為是暴龍的近親，或是往暴龍演化的直接祖先。格里高利·保羅曾將強健懼龍編入暴龍屬中，但這個分類卻一般不被接受。很多學者認為特暴龍及暴龍是姊妹分類單元，或甚至是同屬，而懼龍是這個演化支的基礎物種。菲力·柯爾（Phil Currie）等人提出一個不同的理論，分支龍與特暴龍這兩個亞洲屬構成一個演化支，而懼龍較接近這個演化支，而離北美洲的暴龍較遠。要待所有的懼龍物種被研究、描述，才可以得到較清晰的懼龍分類關係。

## 發現及命名
強健懼龍（Daspletosaurus torosus）的模式標本（編號CMN 8506）是一些部份骨骼，包括了頭顱骨、頸椎、背椎、薦椎、前11節尾椎、肩膀、一個前肢、骨盆及一根股骨。這些化石是於1921年由查爾斯·斯騰伯格（Charles Mortram Sternberg）所發現，他最初認為這些化石屬於蛇髮女怪龍的一個新種。但是，這些標本要直到1970年才由戴爾·羅素（Dale Russell）完全的描述，並建立新的懼龍屬。懼龍的學名是由古希臘文的「δασπλητo-」（意即「懼怕」）及「σαυρος」（意即「蜥蜴」）而來。種名的「torosus」在拉丁文意指「強壯」或「結實」。除了模式標本，在2001年發現一個相當完整的懼龍骨骼標本（編號RTMP 2001.36.1）。這兩個標本都是來自加拿大的艾伯塔省，發現於朱迪斯河群中的老人層。另一個年代較晚的馬蹄鐵峽谷層發現的標本，被重新歸類於肉食艾伯塔龍。老人層是在上白堊紀的坎帕階中期形成的，距今約有7700萬-7600萬年前。

### 未命名物種
多年來，有兩或三個其他種被編入懼龍屬中，但至今仍未有正式的描述或命名。雖然牠們未必是同一物種，但都暫被編入「D. sp.」中，但這不意味牠們屬於同一個種。

#### 恐龍公園物種

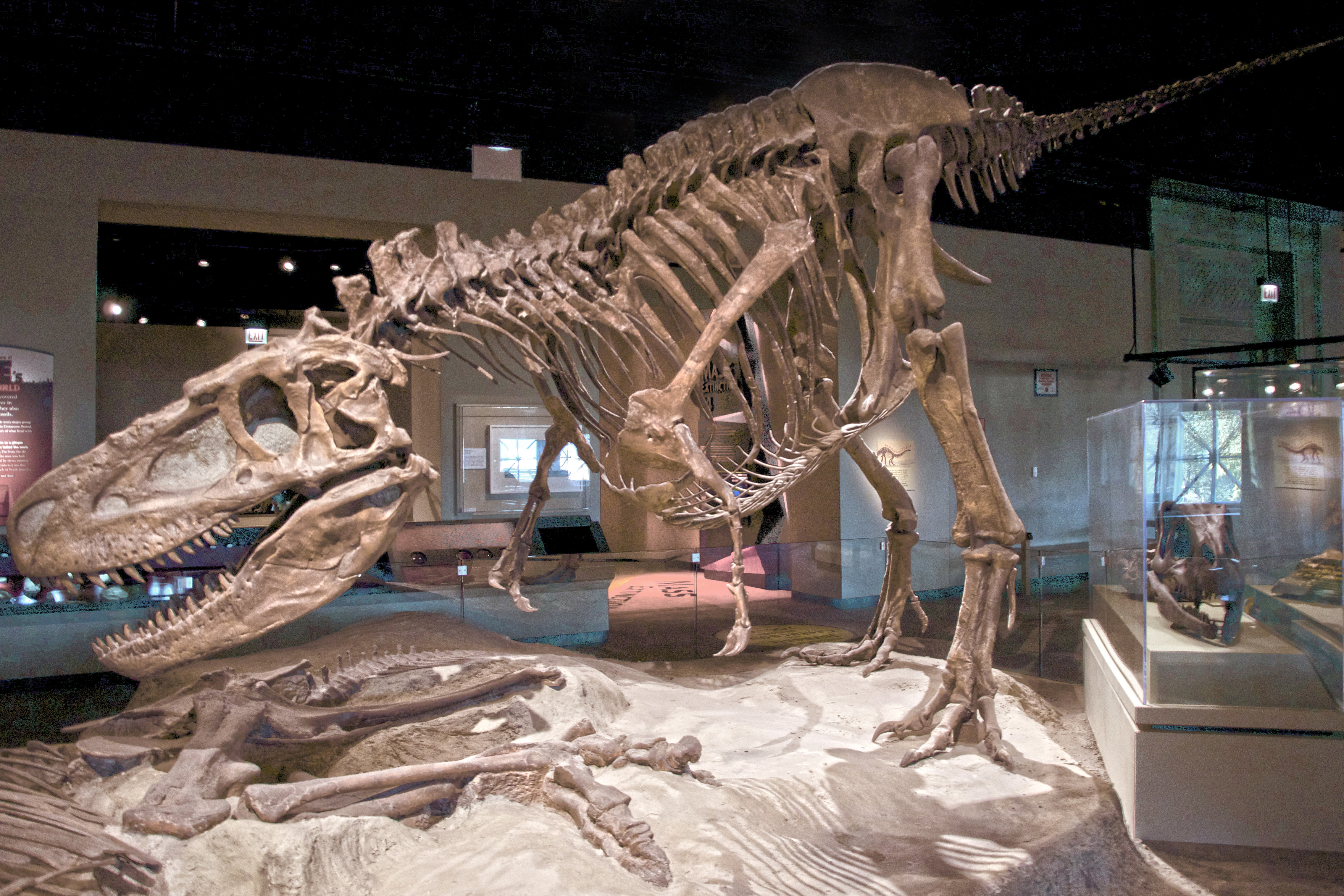
FMNH PR308的骨架重建模型，位於芝加哥菲爾德自然歷史博物館

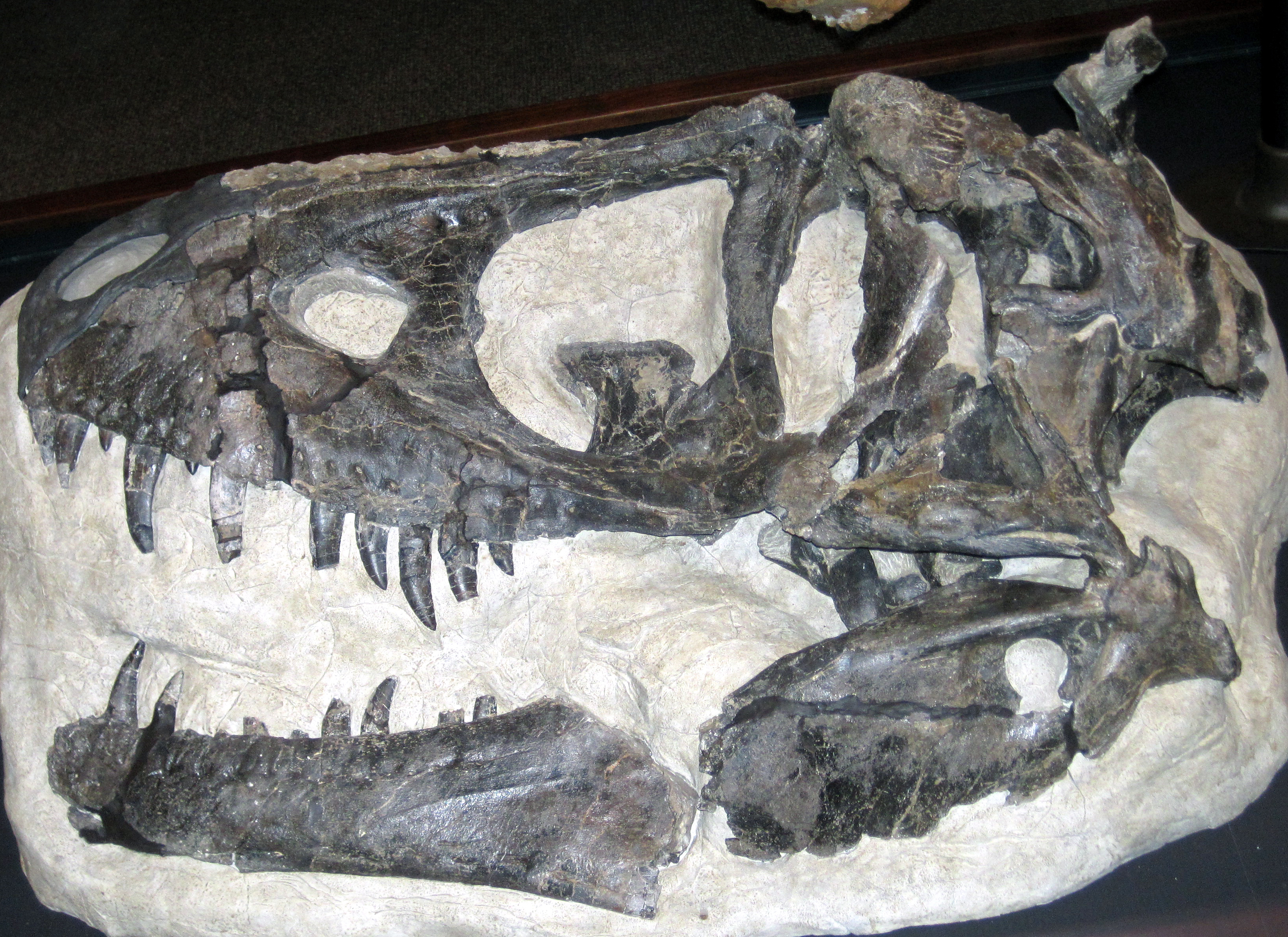
霍氏懼龍的正模標本

在建立強健懼龍的正模標本時，羅素將由巴納姆·布朗在1913年所挖掘的標本，建立為強健懼龍的副模標本（編號AMNH 5438）。這個標本包含了一個骨盆、部份後肢、及一些相連的脊椎，是發現於艾伯塔省的老人層的較上層。這個較上層後被更名為恐龍公園層，屬於坎帕階晚期，距今7600萬-7400萬年前。於1914年，布郎從同一地層發現接近完整的骨骼及頭顱骨（編號FMNH PR308），並於40年後由美國自然歷史博物館售予芝加哥的菲爾德自然歷史博物館。這顱骨目前在芝加哥菲爾德博物館展出中，並多年以來都被歸類為是「Albertosaurus libratus」。但在發現幾個頭顱骨特徵（包括大部份的牙齒）被石膏隱藏多年後，這個標本才被重置在懼龍屬中。在恐龍公園層一共發現了八具標本，大部份都是在恐龍省立公園的範圍內。菲力·柯爾發現恐龍公園標本的頭顱骨上有一些不同的特徵，認為這代表一個新的懼龍物種。這個新物種的圖畫經已被出版，但仍有待正式的命名及描述。

#### 新墨西哥州物種
在1990年，新墨西哥州的嘉德蘭組Hunter Wash段發現了一個新的暴龍科標本（編號OMNH 10131），包括頭顱骨碎片、肋骨及部份後肢，被編入後彎齒龍，後彎齒龍的狀態是個疑名。後來很多學者都將這個標本，連同一些其他新墨西哥州發現的化石，重新歸類於懼龍屬中的未命名種。在2010年的一個研究，認為這個新墨西哥物種，其實是早期的暴龍科，並建立為新屬，虐龍。目前對嘉德蘭組的年代有所爭議，一些研究指出其年代屬於坎帕階晚期，而其他研究則認為是麥斯特里希特階早期。

#### 雙麥迪遜物種
於1992年，傑克·霍納（Jack Horner）及他的同僚發表一份有關美國蒙大拿州雙麥迪遜組較上層的新發現暴龍科恐龍的非常初步報告，認為這些新化石是懼龍及後期暴龍的過渡物種，其年代為坎潘階。在2001年，雙麥迪遜組的上層發現另一個部份骨骼，在其下腹內保存了一頭鴨嘴龍科的幼年個體化石。這個標本被歸類於懼龍的一種，但卻沒有明定是哪一個種。在雙麥迪遜的骨床中，曾發現最少三個以上的懼龍化石。這些標本都沒有被詳細描述，但柯爾認為所有的雙麥迪遜化石都是懼龍屬中的第三個未被命名種。

## 古生物學
雖然懼龍的化石並不像其他暴龍科般常見，但都足以讓古生物學家來研究其生物學的某些範疇。過去曾在懼龍的一顆牙齒，發現隆突分叉的現象。

### 與蛇髮女怪龍的競爭

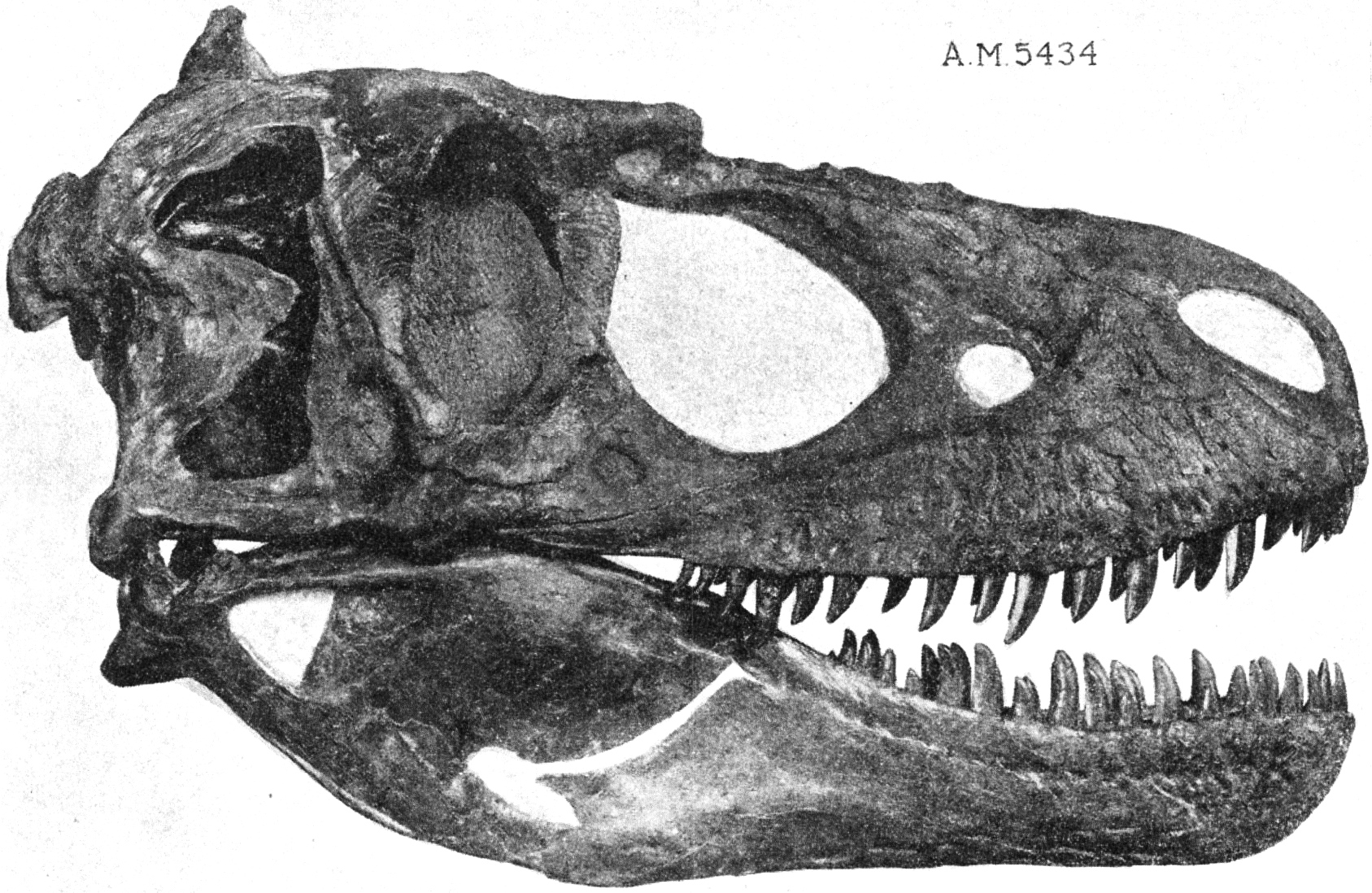
曾被認為屬於蛇髮女怪龍的頭骨（編號AMNH 5434），後被芝加哥菲爾德博物館標明為艾伯塔龍（編號FMNH PR308），1999年被發現屬於懼龍

在坎帕階晚期的北美洲，懼龍與蛇髮女怪龍生存於相同時代的相同地區。這是少數兩個暴龍科的屬共存的例子。在現今的獵食動物中，體型相似的獵食動物因為解剖學、行為或地理的原因，會區分成不同的生態位，以限制競爭。有幾個研究嘗試解釋懼龍及蛇髮女怪龍的生態位差異。
戴爾·羅素假設較輕盈、常見的蛇髮女怪龍可能獵食當時繁盛的鴨嘴龍科，而較強壯、稀少的懼龍則專門獵食數量較小、防禦較好的角龍科。但是，在雙麥迪遜組發現的編號OTM 200懼龍標本，在其胃部保存了鴨嘴龍科幼年體的已消化化石。暴龍亞科（例如懼龍）有著較高及較寬的口鼻部，比有較低口鼻部的艾伯塔龍亞科（例如蛇髮女怪龍）更為強壯，不過牙齒的強度則差異不大。這顯示兩者在攝食的技巧或食性都有所不同。在一個屍骨層，則發現三個懼龍、至少五個鴨嘴龍類化石。
其他學者認為牠們之間的競爭受到地理區分的限制。不像其他的恐龍類，牠們的區分似乎與離海岸的距離沒有關聯，而也與海拔高或低無關。但是，雖然生活區域有部份的重疊，蛇髮女怪龍似乎在北方較為普遍，而懼龍則傾向於南方。其他的恐龍亦有類似的地理分佈。在坎潘階，鴨嘴龍亞科與開角龍亞科繁盛於雙麥迪遜組與北美洲西南部。托马斯·霍兹指出這個地理分佈型式，顯示暴龍亞科、開角龍亞科及鴨嘴龍亞科都有著同樣的生態位傾向。他認為於麥斯特里希特階末期，暴龍亞科（如暴龍）、鴨嘴龍亞科及開角龍亞科（如三角龍）廣泛分佈在北美洲西部，而艾伯塔龍亞科及尖角龍亞科已滅絕，賴氏龍亞科則已很稀少。

### 群體活動

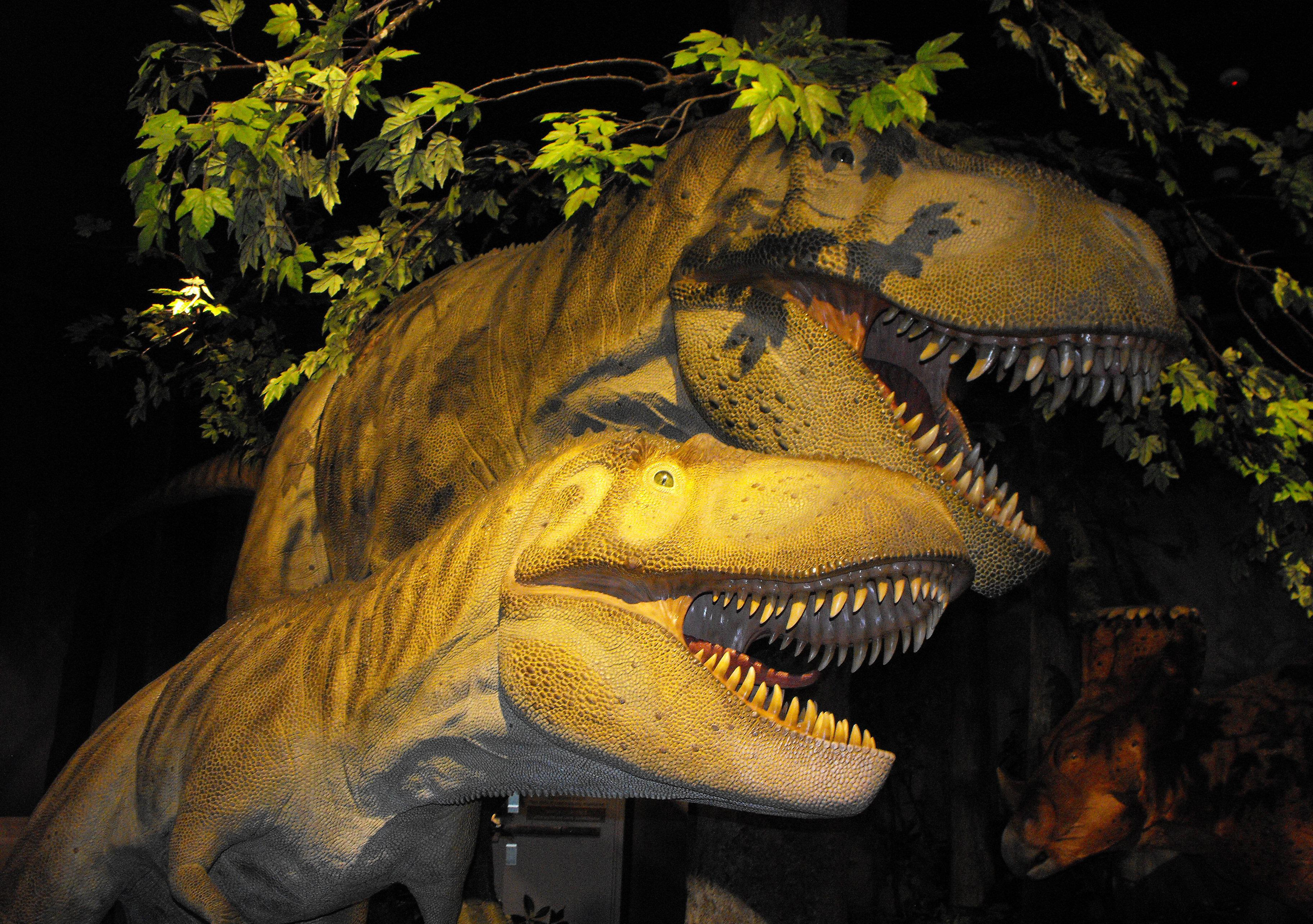
加拿大自然博物館中一對強健懼龍模型

在恐龍公園地層發現的一個年輕懼龍標本（編號TMP 94.143.1），面部上有被其他暴龍科咬傷的痕跡。這個咬痕已經痊癒，顯示牠在這次事件後存活過來。在同一地層發現的一個成年懼龍標本（編號TMP 85.62.1）也有相似咬痕，可見這類攻擊並不限於年輕的動物。雖然這些攻擊可能是來自其他物種，但獵食動物常發生物種內的打鬥、攻擊行為。目前已在其他的暴龍科（如蛇髮女怪龍及暴龍）以及其他的獸腳亞目（如中華盜龍及蜥鳥盜龍）發現這種面部的攻擊痕跡。Darren Tanke與菲力·柯爾提出假說，指出這些攻擊是因為競爭疆域、食物資源、或支配群族而出現的種內競爭。
懼龍群體生活的證據是發現於蒙大拿州雙麥迪遜組骨床的化石。骨床內有三頭懼龍的遺骸，包括一頭大的成年個體、一頭小的幼龍、及另一頭中型大小的懼龍。同一地點還發現最少五頭鴨嘴龍科化石。地質學證據顯示，這些遺骸並非被河流沖積在一起，而是在短暫時間遭到集體掩葬。鴨嘴龍科的遺骸是分散的，並且有很多暴龍科牙齒的咬痕，可見懼龍在死前曾吃過這些鴨嘴龍科動物。這些動物的死亡原因並不清楚。菲力·柯爾猜測懼龍是群體狩獵的，但無法確定。其他科學家則對懼龍及其他大型獸腳亞目的群體活動證據抱有懷疑。Brian Roach與Daniel Brinkman認為懼龍的群體生活方式很類似現今的科莫多龍，當科莫多龍在競爭屍體食物時，有時會出現噬食同類的情況。

### 成長及壽命

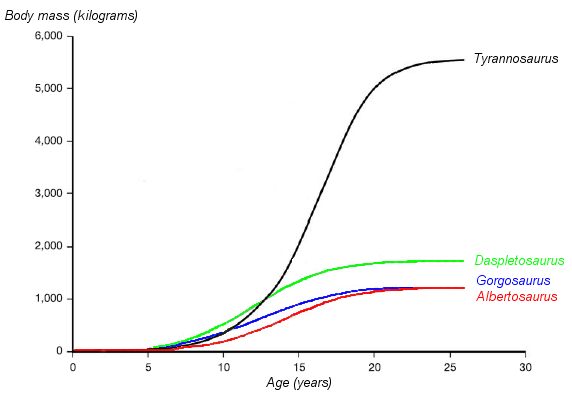
四種暴龍科恐龍的假設生長曲線，分別為：艾伯塔龍(紅)、蛇髮女怪龍(藍)、懼龍(綠)、暴龍(黑)。

古生物學家格里高利·艾利克森（Gregory Erickson ）及其同僚研究了暴龍科的生長及壽命。透過骨頭組織學的分析，可以確定標本死亡時的年齡。將不同個體的年齡與體型繪製為圖表，就可得到生長曲線。艾利克森指出暴龍科經歷長時間的幼龍狀態，會在4年內急速成長。這個急速成長的階段會在達到性成熟時完結，成年後的生長率會減慢。艾利克森只研究了從雙麥迪遜組發現的懼龍標本，但這些標本都有相同的生長模式。與艾伯塔龍相比，因懼龍的體重較高，在急速成長期有著較快的生長率。懼龍的最大生長率為每年180公斤（假設成年的懼龍體重是1800公斤）。其他學者指出懼龍應為更重，不過這只會影響懼龍生長率的量，而非整體模式。
艾利克森等人將每一個年齡層的標本作成表格，整理出艾伯塔龍群族的生長模式。艾利克森指出艾伯塔龍的幼年個體化石紀錄較為稀少，處在急速成長期的接近成年個體及成年個體則更為常見。這可能是因為化石化過程與挖掘化石的偏差。艾利克森假設這些差異是來自幼龍在某一體型的低死亡率，就像現今的某些大型哺乳類（例如象）一樣。因為暴龍科在兩歲時體型就超越了所有同期的獵食動物，所以在缺乏被獵食的情況下，出現低死亡率。古生物學家並沒有足夠的懼龍化石來進行類似的分析，但艾利克森則認為懼龍也有類似的生長趨勢。

## 古生態學

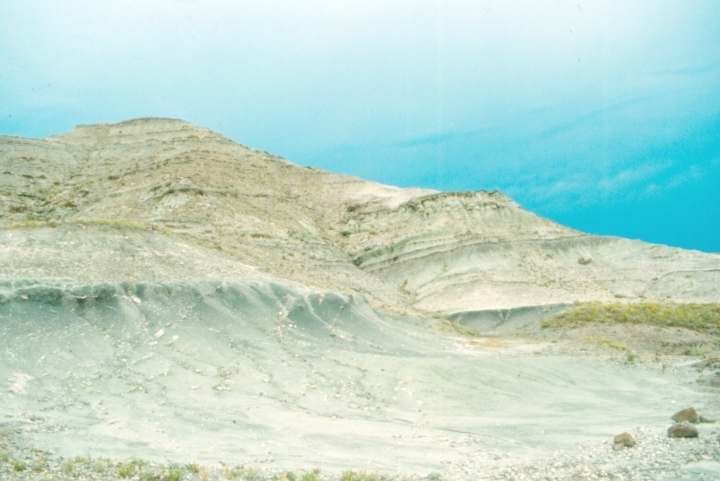
蒙大拿州雙麥迪遜組的一處露頭

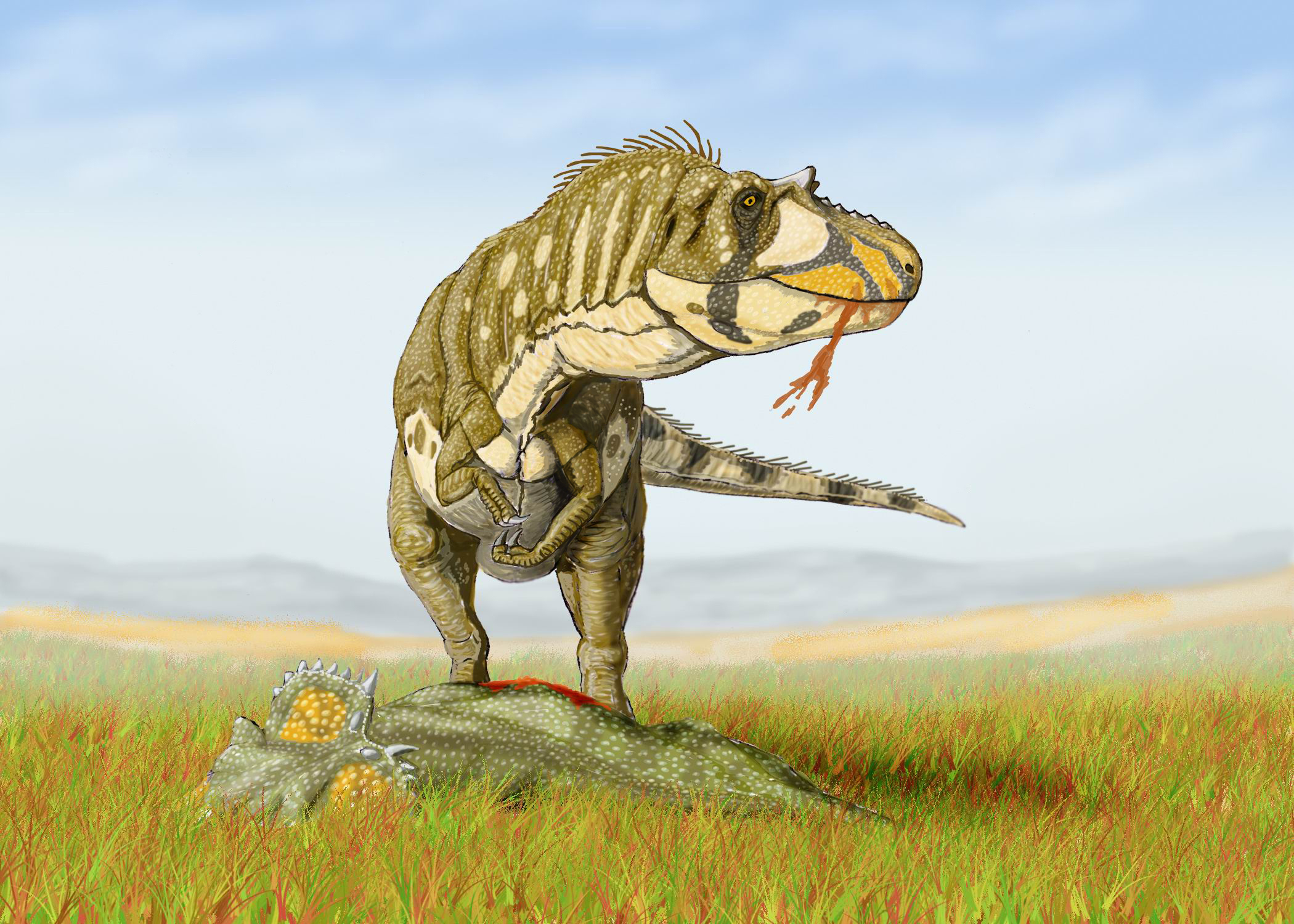
懼龍獵食角龍類的想像圖

目前已發現的懼龍化石都發現於上白堊紀坎帕階中至晚期的地層，距今約7700萬-7400萬年前。在白堊紀中期，北美洲被西部內陸海道一分為二，蒙大拿州及艾伯塔省大部份都在海平面之下。在懼龍存活的這段時期，西部拉拉米造山運動使得洛磯山脈隆起，使海道向東方及南方後退。大型河流從西側的山脈流至東側的海道，當中的沉積物形成廣大的海岸平原，成為朱迪斯河群的雙麥迪遜組與其他的地層。約7300萬年前，海道再次向西方與北方海侵，逐漸淹沒恐龍公園組。這個新海域名為熊掌海（Bearpaw Sea），形成海相的熊掌頁岩組（Bearpaw Shale Formation）地層，涵蓋美國西部及加拿大西部。
懼龍生活在西部內陸海道西岸的廣大氾濫平原。大型的河流流經土地，有時會出現氾濫，形成新的沉積層。當水源充足時，可以維持大量的植物及動物生活，但這個區域會發生週期性的乾旱，造成大量生物的死亡，形成朱迪斯河群與雙麥迪遜組的眾多骨床。在現今的東非也有相似的環境。平原西方的週期性火山噴發，產生的火山灰會影響整個地區，這成大量的死亡，而同時豐富了土壤，有助於日後的植物生長。科學家也藉由這些火山灰得出準確的放射性測年。海平面的改變，在不同時期對朱迪斯河群的不同地區，造成許多環境變動，包括離岸及近岸的海洋生態、海岸濕地、三角洲及礁湖、內陸的氾濫平原等。與朱迪斯河群的其他地層相比，雙麥迪遜組是在更內陸的高海拔地區。
在雙麥迪遜組及朱迪斯河群有良好的脊椎動物化石紀錄，這是因為豐富的動物群、週期性的自然災害及大量的沉積岩所造成的。這些地區有多樣性的淡水及入海口魚類化石，包括鯊魚、鰩目、鱘魚、雀鱔目及其他魚類。朱迪斯河群也保存很多水生爬行動物及兩棲動物化石，包括有青蛙、鲵、龜、鱷龍及鱷魚。陸地上的爬行動物，則有叉舌蜥科、石龍子科、巨蜥科及蛇蜥科。天空的飛行動物則包含：神龍翼龍科及新鳥亞綱（如虛椎鳥等），而反鳥亞綱的Apatornis生存於地面。哺乳動物則包含：多瘤齒目、有袋目及真獸類哺乳動物。除此上述物種之外，還有懼龍及其他恐龍。
在奧爾德曼組，強健懼龍可能獵食鴨嘴龍科（如短冠龙及亞冠龍）、小型的鳥腳下目（如奔山龍）、角龍科（如尖角龙）、腫頭龍下目、似鳥龍下目、鐮刀龍超科、可能還有甲龍下目。其他獵食恐龍包括：傷齒龍科、竊蛋龍下目、馳龍科的蜥鳥盜龍、可能還有艾伯塔龍亞科。恐龍公園組及雙麥迪遜組有著類似奧爾德曼組的動物群組成，而恐龍公園組則多種大型獵食恐龍，不會互相競爭食物來源。蛇髮女怪龍與懼龍同時生活於恐龍公園組與雙麥迪遜組上層。幼年暴龍科的生態位，介乎成年暴龍科及小型的獸腳亞目之間，牠們之間的體重有數倍的差距。恐龍公園組發現的一個蜥鳥盜龍齒骨，表面帶有年輕暴龍類的齒痕，可能是由當地的懼龍所留下。

## 大眾文化
懼龍曾出現在探索頻道的節目《恐龍星球》（Dinosaur Planet）第三集，一群懼龍獵食一隻受傷的幼年慈母龍。

## 外部連結
- （英文） Discussion and specimen list at The Theropod Database.
- （英文） Skull image of the Dinosaur Park Formation Daspletosaurus at The Graveyard.